# White Room
Pour les articles homonymes, voir White Room (homonymie).
Singles de Cream
Sunshine of Your Love
(1968) Crossroads
(1969)
White Room est une chanson composée par Jack Bruce sur des paroles de Pete Brown. Elle est sortie en janvier 1969 en tant que single issu de l'album Wheels of Fire de Cream sorti en 1968.   

## Histoire et structure de la chanson
Jack Bruce compose la musique et Pete Brown écrit les paroles à partir de phrases de quatre syllabes inspirées par l'attente dans une gare anglaise. White Room est particulière pour sa signature rythmique en 5/4 durant l'introduction et le pont, avec des triplets joués sur les toms par Ginger Baker. D'autre part, c'est une chanson sur laquelle Eric Clapton met particulièrement en valeur l'usage de la pédale wah-wah Vox Clyde McCoy Picture Wah durant le pont et pendant le solo.

## Personnel
Sur la version de l'album Wheels of Fire :
- Jack Bruce - basse, chants
- Eric Clapton - guitares
- Ginger Baker - batterie, timbales
- Felix Pappalardi - violon alto

## Postérité
Avec Sunshine of Your Love et Crossroads, White Room est une des chansons les plus connues de Cream. Elle a atteint la 6e place dans le Billboard Hot 100 en 1968 et la 28e les UK Singles Chart en 1969.
White Room a été classée 367 parmi les 500 plus grandes chansons de tous les temps selon Rolling Stone établie en 2004.

## Reprises
White Room a été reprise par de nombreux artistes :
- Jeff Healey
- Waylon Jennings
- Robert M. K. Hinz/Julia Degenhardt
- Joel Grey
- Frank Gambale
- Rudy Trevisi
- Iron Butterfly
- Flower Travellin' Band sur Challenge
- Pat Travers sur Power Trio
- Ringo Starr and His All-Starr Band (avec notamment Jack Bruce)
- Helloween
- Demons & Wizards
- Ring of Fire
- Iced Earth
- Lana Lane
- Jimmy Barnes
- The Bobs
- The Guess Who
- The Vines
- The Stranglers
- Hugh Cornwell et Robert Williams sur Nosferatu.
- Vassar Clements et une formation all star sur Full Circle
- BBM
- Eric Clapton à Philadelphie pour le concert Live Aid de 1985 avec Phil Collins à la batterie ; sur l'album live 24 Nights ; sur l'album en concert After Midnight
- Sheryl Crow en compagnie de Clapton pendant le concert Central Park concert
- Rik Emmett
- Deep Purple sur Turning to Crime.
- Apocalyptica

## Dans la culture populaire
- La chanson fût utilisée dans le film Joker.